# Stocksund, Norrtälje kommun
Stocksund är en bebyggelse nordväst om Norrtälje i Norrtälje kommun. Vid SCB;s ortsavgränsning 2020 klassades bebyggelsen som en småort.